# Assorbimento (chimica)

Meccanismo di absorbimento gas-liquido (a sinistra) e adsorbimento liquido-solido (a destra). I pallini blu rappresentano le molecole del soluto.

In chimica fisica, l'assorbimento indica il fenomeno per cui si ha il trasferimento di una specie chimica (ovvero uno scambio di materia) da una soluzione sulla superficie di un solido (adsorbimento) o attraverso l'interfaccia di separazione tra due fasi (absorbimento).

## Descrizione
Il fenomeno dell'assorbimento comporta l'accumulo di specie chimiche in prossimità dell'interfaccia tra le due fasi, dovuto ad interazioni sia fisiche che chimiche. Si parla quindi di adsorbimento se l'accumulo delle specie avviene solo da una parte dell'interfaccia, mentre si parla si absorbimento se l'accumulo delle specie avviene su entrambe le parti dell'interfaccia (ovvero si ha un flusso di materia attraverso l'interfaccia).
L'assorbimento fisico è un fenomeno di superficie, che comporta un legame relativamente debole tra le specie chimica della fase liquida ed il sito attivo della superficie solida (ad esempio forze di Van der Waals).
L'assorbimento chimico indica una più forte interazione, che implica legami chimici di natura ionica e/o covalente.

### Nella chimica industriale
Nell'ambito della chimica industriale e dell'ingegneria chimica per assorbimento si intende due operazioni unitarie (adsorbimento e absorbimento) che sfruttano il meccanismo fisico di assorbimento per attuare il trasferimento di un componente tra due fasi (nel caso dell'absorbimento) oppure per fissare un componente su una superficie solida (nel caso dell'adsorbimento).
Nel caso in cui le fasi che si scambiano il componente siano una gassosa e una liquida, si parla in particolare di assorbimento gas-liquido.
Le apparecchiature e i modelli teorici con cui si affrontano le operazioni di assorbimento sono differenti a seconda che si tratti di adsorbimento o di absorbimento.

### Nelle scienze del suolo
Le reazioni di assorbimento del suolo sono controllate, essenzialmente, dalle proprietà chimico-fisiche e composizionali del sistema "suolo", nonché dalla speciazione degli elementi nella parte liquida del suolo. Ne consegue che il pH e le condizioni redox del sistema da una parte, ed il tipo di minerali argillosi, ossidrossidi di Fe, Al, Mn e sostanza organica dall'altra, sono fattori di rilievo che governano il comportamento delle specie chimiche nel suolo.
Il fenomeno di assorbimento nel suolo è riconducibile a 3 principali reazioni:
- Scambio ionico
- Assorbimento specifico
- Complessazione organica